# Tamara Fedosova
Tamara Stepanovna Fedosova (Russisch: Тамара Степановна Федосова) (Moskou, 24 juni 1946) is een Russisch voormalig schoonspringster. Ze vertegenwoordigde de Sovjet-Unie op drie edities van de Olympische Zomerspelen: Tokio 1964, Mexico-Stad 1968 en München 1972. Ze was gehuwd met de eveneens succesvolle schoonspringer Michail Safonov.

## Biografie

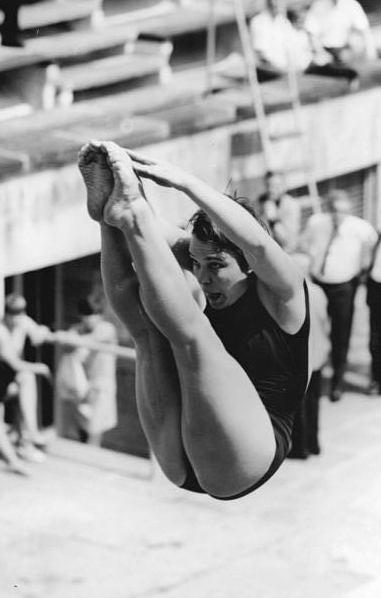
Fedosova in 1968

Fedosova was aangesloten bij Dynamo Moskva en beleefde midden tot eind jaren zestig haar hoogtijdagen als schoonspringster. Ze was een Sovjetkampioen op de 3 meter plank in 1964, van 1966 tot en met 1968 en van 1970 tot en met 1974.
In 1964 nam ze voor het eerst deel aan de Olympische Spelen. Op de plank werd ze vijfde. Vier jaar later -in 1968- bemachtigde ze het zilver. Bij haar laatste deelname in 1972 kwam ze niet verder dan de zeventiende plaats. Fedosova won op drie achtereenvolgende Europese kampioenschappen de bronzen medaille op de plank. In 1966 legde ze het als favoriet af tegen haar landgenote Vera Baklanova en de Oost-Duitse Delia Reinhardt. Verder won ze in 1973 de gouden medaille op de plank bij de Zomeruniversiade in Moskou.
Ze is twee keer gehuwd geweest en veranderde haar naam naar eerst Pogozjeva en, later, naar Safonova. Haar tweede echtgenoot was de Russische schoonspringer Michail Safonov.

## Erelijst
- Olympische Zomerspelen: 1×
- Europese kampioenschappen: 3×